# Ane Katrines Vej
Ane Katrines Vej er en gade i Mariendalkvarteret på Frederiksberg opkaldt efter Ane Katrine Josephsen i Randers. Hun var mor til Niels Josephsen, der grundlagde og navngav vejen, der forløber mellem Borups Allé og Kronprinsesse Sofies Vej, umiddelbart øst for Mariendal Kirke. På den anden side af kirken lå Randersvej anlagt omkring 1902; men den skiftede i 1928 navn til Priorvej for at undgå forveksling med Randersgade på Østerbro.
Ved Mariendal Kirke forgrener Nitivej sig nordpå.
Ved gadens nordlige ende findes Templet i København.